# Fanny Borschitzky
Fanny (oder Fanni) Borschitzky (* 25. April 1853 in Krummwasser, Mähren; † 15. November 1937 in Wien) war eine Kommunallehrerin in Wien und Redakteurin und Herausgeberin der Österreichischen Lehrerinnen-Zeitung, dem Organ des Vereines der Lehrerinnen und Erzieherinnen in Österreich.

## Leben und Werk
Fanny Borschitzky war Ehrenpräsidentin des Ersten Vereins österreichischer Lehrerinnen in der „Zeit des Aufstiegs der österreichischen Lehrerinnen aus rechtlicher Minderstellung zur Gleichstellung mit den männlichen Berufsgenossen“. Borschitzky wirkte gemeinsam mit der Präsidentin Marie Schwarz an dieser Entwicklung maßgeblich mit und verfasste zahlreiche Artikel „für das 'gute Recht' der Lehrerinnen“.

## Veröffentlichungen
- Für das gute Recht. Ein Beitrag zur Lehrerinnenfrage. L. Bergmann, Wien, 1885 (Signatur der ÖNB: 36.330-B)
- Über die Pflicht der Lehrerin, gesund zu sein. In: Österreichische Lehrerinnen-Zeitung, 3. Jg., Nr. 13, 1. Juli 1895
- Referat erstattet in der allgemeinen Versammlung der Lehrerinnen Wiens am 19. Dezember 1911. In: Mitteilungen des Vereines der Lehrerinnen und Erzieherinnen in Österreich, Nr. 6, Dezember 1911